# بیلی براون (بازیکن فوتبال، زاده ۱۸۷۸)
ویلیام براون (به انگلیسی: William Brawn) زادهٔ ۱ اوت ۱۸۷۸ بازیکن فوتبال اهل انگلستان که سابقهٔ بازی در تیم ملی فوتبال انگلستان را در کارنامهٔ خود دارد. وی در تاریخ ۲۹ فوریه ۱۹۰۴ نخستین بازی ملی خود را در مقابل تیم ملی فوتبال ولز انجام داد و با حضور در ۲ بازی ملی، در تاریخ ۱۲ مارس ۱۹۰۴ واپسین بازی ملی‌اش را در برابر تیم ملی فوتبال ایرلند برگزار کرد.